# Niedźwiedź (góra)
Niedźwiedź (dawniej niem. Bärber) – góra ze szczytem na wysokości 702 m n.p.m. znajdująca się w Masywie Śnieżnika w Sudetach, na terenie Śnieżnickiego Parku Krajobrazowego.

## Geografia i geologia
Niedźwiedź stanowi rozległy, choć słabo zaznaczony i wyrównany grzbiet zbudowany z gnejsów śnieżnickich, należących do metamorfiku Lądka i Śnieżnika. Północne i północno-zachodnie zbocza opadają ku dolinie Goworówki, południowo-wschodnie ku dolinie Jodłówki, zaś zachodnie urwistym uskokiem do Rowu Górnej Nysy. Porośnięty jest od zachodniej strony świerkowym lasem dolnoreglowym. Stoki południowo-wschodnie są odsłonięte – zajmują je łąki wsi Jodłów.

## Turystyka
Południowo-wschodnie zbocze trawersuje  niebieski szlak długodystansowy E3 z Międzylesia na Halę pod Śnieżnikiem.